# Csúza
Csúza (horvátul Suza) falu Horvátországban, Eszék-Baranya megyében, a Drávaszögben.

## Fekvése
Horvátország délkeleti csücskében, a Drávaszögben, a Duna közelében, a Dráva, a Duna és a mai Magyarország határa között, Pélmonostortól keletre, Vörösmart és Hercegszöllős szomszédságában fekvő település.

## Története
A régészeti leletek tanúsága szerint területén már a bronzkorban laktak emberek. A Vinogradi nevű lelőhely a nyugati (felső) és a keleti (alsó) teraszán, a szántóföld felszínén pannóniai berakásos kerámiatöredékeket találtak, ami egy nagyobb bronzkori település létezésére utal.
Az első források már 1252-ben említik Chuza néven, mint lakott települést.
A korai okiratokban ekképpen említették: Chuza (1252), Chusach, Chuza (1266), Chuza (1301, 1307, 1313, 1325, 1334), Chusa (1370, 1381), Chwsa (1443), Chusa (1470)
A település egy része Baranya vármegye területén fekvő bodrogi várbirtok volt.
1252-ben IV. Béla király a birtokot 4 ekényi földdel, szántófölddel, dunai halászattal és egyéb tartozékaival, melyeket öt falu használt közösen a Bor-Kalán nemzetséghez tartozó Pósa fia Nána ispánnak adta és határát is leiratta, és egy 1256-os határjárás szerint mellette még Csaba fia Máté is birtokos volt itt.
1266-ban Nána a szerzett földjét a margitszigeti apácáknak adta, de az 1276 évi pápai megerősítés ezt az adományt már nem tartalmazta.
1301-ben Máté unokája, Csúzai Pál nővérének Venusnak és sógorának Istvánnak, Károly Róbert király familirisának egy telket adott a Tours-i Szent Mártonról elnevezett templom mellett, a hozzá való szántóföldekkel és a templomban való részesedéssel, valamint részeket Sepse és Márok falukban. Pál később is birtokolt Márokon. 1324-ben a rokon Vékiekkel együtt visszaszerzi a Bor-Kalán nemzetséget illető Csabagátját. 1332-ben papja a pápai tizedjegyzék szerint 1 fertó pápai tizedet fizetett. 1334-ben a falut Nána birtoka (Nanafolua) néven nevezték a fennmaradt oklevelek szerint.
A 14. században Bodolához, s ezzel együtt Valpó várához tartozott. 1403-ban Sepsével, Vörösmarttal és más falvakkal az Órévi család résztulajdonos és birtokos benne.
1554-ben a mohácsi szandzsák török urainak fizette az adót. A császári hadjáratok céljaira szolgáló avariz (kivételes adó) helyett a csúzai hitetlenek fejadót 21 ház után fizettek.  1570-71-ben 23 ház fizetett fejadót 60 akcse összegben, s ez időből fennmaradt az adófizetők névsora is. A török hódoltság idején sohasem néptelenedett el. Átvészelte a legsanyarúbb időket is. A 17. században ismét csinosnak mondják a falut, amelynek szőlőhegye kitűnő bort adott.
1714-ben a vármegyék uradalmak szerinti leírásában Savoyai Jenő bellyei birtokának tartozéka. A birtok 1697-es megalapításának kezdetétől hosszú időn át ez a hatalmas, az egész Drávaszögre kiterjedő domínium befolyásolta társadalmi-gazdasági fejlődését.
1852-ben kerül sor a jobbágyfelszabadításra. Végleges határa 1855 és 1914 között alakult ki: 860 katasztrális holdról 1719-re nőtt. Ennek a földterületnek a művelése, és a virágzó szőlészet adta meg a népnek a mindennapi kenyerét. 1894-ben 273 holdon termesztettek szőlőt. 1822-ben úgy jellemezték, hogy magyar lakossága van, lakói szántók, szőlők művelésével, halászattal, állattartással könnyítik sorsukat. 1836-ban jegyezték le róla, hogy földje gazdag, bora jó, marhatartása, halászata jövedelmes. 1895-ben 323 háztartást írtak össze.
A dualizmus idején komoly fejlődés volt tapasztalható: egymás után alakultak az egyletek, egyesületek. 1897-ben például a tűzoltók hozták létre szervezetüket. Az iparosok száma is évről évre gyarapodott: 1870-ben a lakosságot 3 kovács, 2 kovácslegény, 1 asztalos, 1 kádár, 1 kádárlegény, 1 szabó, 2 csizmadia és 2 bognár szolgálta. A megtermett gabonát három patakmalom őrölte meg, amelyek csak esőzések idején voltak használhatók. A századforduló táján a középbirtokosok és a kisbirtokosok voltak többségben. A napszámos réteget a lakosság negyed része adta.
Nagy pusztítást okozott 1926-ban az árvíz, amely szinte az egész határt elöntötte.
Jégesőveszélyes zónában fekszik: 1925-ben, 1935-ben, 1941-ben, 1961-ben a jég elverte a határt, és szinte a teljes termést megsemmisítette. A lakosság ragaszkodása a földhöz mindvégig megmaradt: 1981-ben népének 54,3 százaléka, azaz 457 fő alkotta az aktív keresők táborát. A mezőgazdasági aktív keresők száma 261 fő volt.
A falu lakossága a 18. századi első megbízható összeírásoktól kezdődően folyamatosan növekedett. 1910-ben érte el a legmagasabb szintet, ekkor 1262 lakosa volt, ebből 1247 magyar volt. Ebből 413 római katolikus, 785 református, 27 izraelita volt. Utána lassú apadás kezdődött, amely elsősorban a világháborúnak, a trianoni határrendezésnek volt a következménye. A fogyás nem állt meg, hanem fokozódott. A községnek 1941-ben 1209 lakosa van, 1971-ben 963 és 1991-ben már csak 792 személy él Csúzán. A horvátországi háború is hozzájárult a lakosság fogyásához, a 2001-ben végzett népszámlálás szerint már csak 696 lélek él a faluban. 
A falu jellegzetessége a református templom, amelyben még Ács Gedeon, Kossuth Lajos tábori lelkésze is szolgált.
A trianoni békeszerződés előtt Baranya vármegye Baranyavári járásához tartozott.

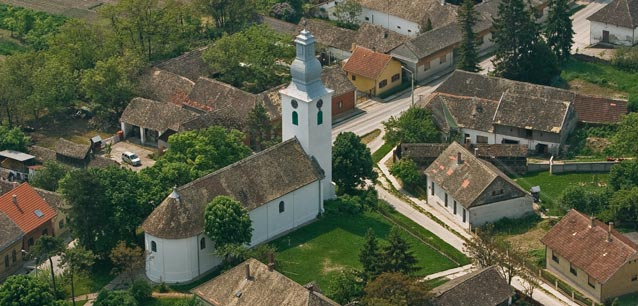
A református templom a levegőből

### Művelődési élet
A községben, két művelődési egyesületének köszönhetően élénk kulturális tevékenység folyik. A csúzai Jókai Mór Kultúregyesület az 1882-ben alapított Csúzai Polgári Olvasóegyletet tekinti elődjének. Alapító-elnöke Ács Gedeon volt. Az egylet épülete nemcsak a könyvtárnak adott otthont, s nemcsak olvasóterem működött benne, hanem itt tartották a bálokat is, és színpaddal is rendelkezett. A színjátszás igen kedvelt volt a faluban több mint fél évszázadon keresztül. A két háború között a legjelentősebb rendezők Zsilli Dániel tanító, Berta Imréné, a lelkész felesége és Fischer János borbélymester, a világháború után pedig Pasza Rozália volt. A 40-es és 50-es évek fordulóján alakult meg a kultúregyesület, amely a csúzaiak körében akkor legnépszerűbb és legolvasottabb írónk, Jókai Mór nevét vette föl. Pasza Rozália, lelkes amatőrként, néptáncokat is tanított a gyerekeknek és az ifjúságnak. A kóruséneklésnek három korszaka volt Csúzán: az első világháború előtt Tarr Géza tanító, a két háború között Zsilli Dániel, 1983-tól pedig Veres Mária vezetett énekkart. Ez a kórus összeolvadt a vörösmartival, majd a rétfalusi énekkarral, és a Horvátországi Magyarok Szövetségének központi kórusaként szerepelt 1991-ig.
A Jókai Mór Kultúregyesület mindig törődött és együttműködött a könyvtárral is. Könyvkiállításokat és író-olvasó találkozókat szervezett, s az olvasóegylet alapításának centenáriumát kétnapos rendezvénysorozattal ünnepelte meg.
Ma a művelődési egyesületnek három szakosztálya működik rendszeresen: a Hajnalcsillag gyermektánccsoport, a Pódium irodalmi színpad és a Szivárvány rajzszakkör.
A Hajnalcsillag igen népszerű a gyerekek körében, a létszám 25 és 35 között ingadozik. Ők képezik a Csárdás utánpótlását. A csoport vezetője és koreográfusa O. Kettős Zsuzsanna.
A Pódium irodalmi színpad nemzeti és egyéb ünnepeink alkalmával rendezett műsorokban különböző zenés, irodalmi-történelmi összeállításokkal szerepel.
A Csárdás Művelődési Egyesület 1999. május 26-án a csúzai fiatalok kezdeményezésére alakult meg.
A népi hagyományokat is eredményesen ápolja. Évenként megrendezésre kerül Csúzán az „aratóbál" és a lovas felvonulással egybekötött „szüreti bál

### Társadalmi szervezetek
A nőszervezet 1945-ben alakult meg, azóta szinte folyamatosan működik.
Rendszeres anyagi támogatást soha senkitől nem kapott, de az asszonyok szorgalma és leleményessége a falu legerősebb szervezettévé tette.
A háború után 1999-ben a szervezet egyesületként alakult újjá. A megváltozott körülmények között némileg a tevékenysége is megváltozott. Azonban továbbra is nagy figyelmet szentel kirándulások szervezésére, és rendez kiállításokat, bálokat is.

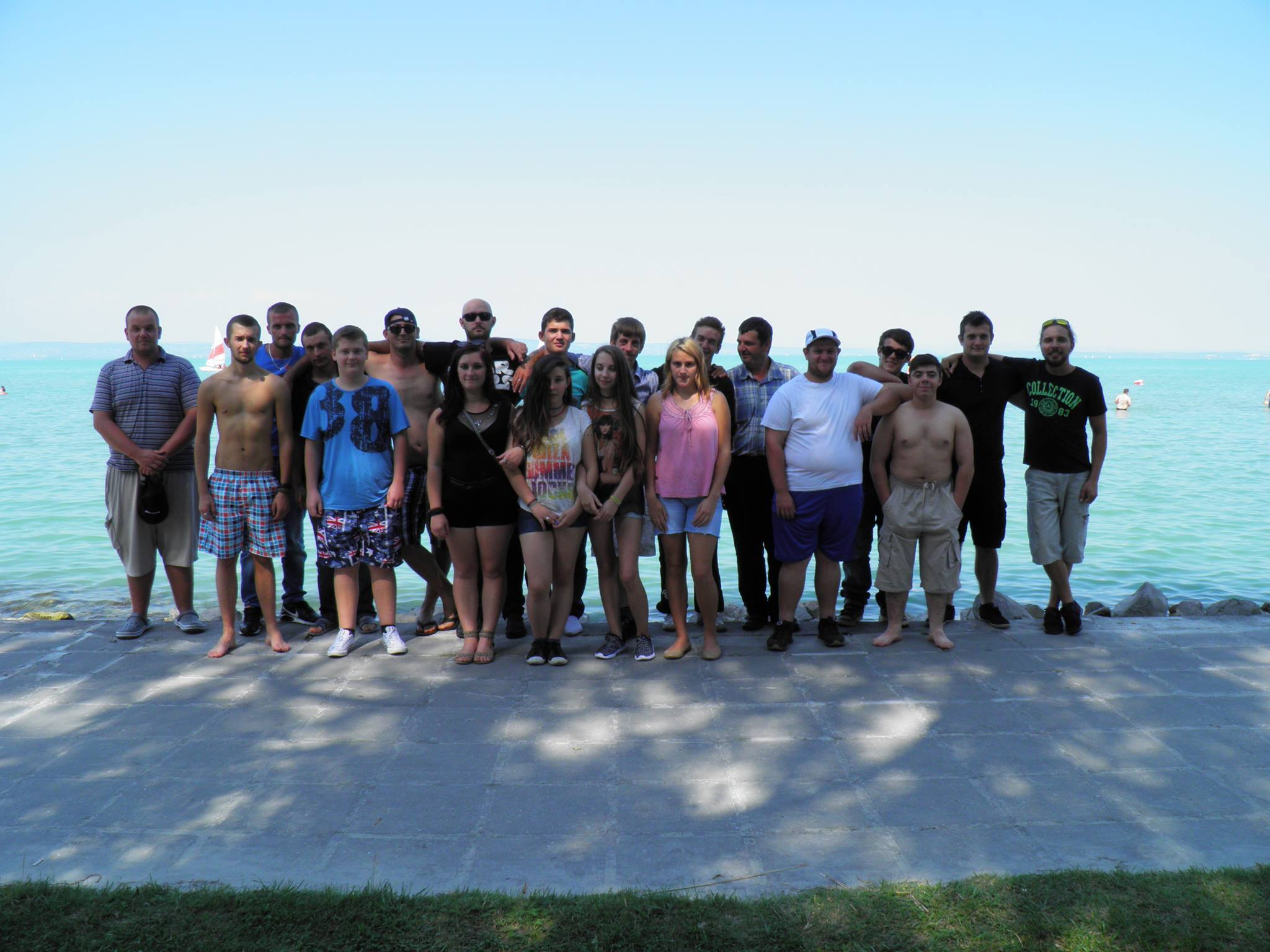
A "Hegyalja" ifjúsági egyesület

Az Önkéntes Tűzoltó Testület 1897-ben alakult meg, kezdetben 24 taggal, és a parancsnok Tar Géza lett. Ettől kezdve a tűzoltóság folyamatosan működött, és mindig jelentős társadalmi szerepe volt a falu életében. Különösen Szűcs Ferenc vezetése alatt számos versenyen vettek részt és sokszor a legjobbak között voltak.
A faluban található a Hegyalja Ifjúsági Egyesület székhelye, mely a horvátországi magyar fiatalokat kívánja összefogni.

## Református templom és gyülekezet
CSÚZAI REFORMÁTUS EGYHÁZKÖZSÉG
A vesztes mohácsi csata (1526) után kezdett elterjedni a reformáció tanítása ezen a vidéken is. A falu népe az elsők között fogadta el a református vallás tanítását, feltehetőleg Sztárai Mihály 1544-től végzett prédikátori tevékenységének köszönhetően. 1886-ban az egyházközség lélekszáma 877, 1915-ben 785, 1971-ben 294 volt.
A csúzai református temetőben nyugszik Ács Gedeon (1819-1887), Kossuth Lajos tábori lelkésze, ki követte a kormányzót az emigrációba. 1861-ben visszatért Amerikából és haláláig Csúza református lelkésze volt. A gyülekezet őrzi utazóládáját, ápolja síremlékét.
Ács Gedeon utódai hosszabb időre Kontra János majd Berta Imre voltak.
A gyülekezetnek 1861-ben két ezüst poharat adományoztak. A két kehely egy bécsi ötvös munkája, már a historizmus terméke, a neorokokó megjelenését mutatja. A díszes kelyhek a Drávaszögben egyedülállók.
Az egyházközség máig őrzi 1720-ból származó úrasztali terítőjét. A lenvászonból, arany, ezüst és ekrü selyemszállal, lapos öltéssel, tűfestéssel és száröltéssel varrott, úri hímzéses terítő közepét csőrével kétfelől szívet tartó páros galamb díszíti. A köriratban az Ézsaiás próféta könyve 55. részének első verséből vett idézet olvasható, nyomtatott nagybetűkkel: „KIK SZOMJÚHOZTOK VEGYETEK BORT ÉS TEJET”. Belsejében nyomtatott nagybetűkkel ez áll: „ÉLETNEK KENYERE CHRISTUS ÉS ÉLŐ VIZ ANOA 1720” A református gyülekezet úrasztali cinpohara 1700-ból való.
Az egyházközség a Horvátországi Magyar Református Keresztyén Egyház egyik gyülekezete, lelkipásztora Varga György.

REFORMÁTUS TEMPLOM
A település közepén levő dombon emelkedik a Drávaszög legszebb helyen fekvő, 600 férőhelyes temploma. Mai alakját az 1806-os, majd 1869-es felújítás és nagyobbítás után nyerte el. A javítási munkákat az eszéki Fischer kőműves mester végezte. A torony falait megemelte, új tetőt készített, új padok és szószék kerül a templomba. A javítási munkák 8000 forintba kerültek. A 29 méter magas toronyban működő toronyóra szerkezetet egy eszéki lakatos mester készítette. 
A templomhajó szentélye félköríves záródású, falát félköríves ablakok tagolják. A torony négyszintes, a szinteken két téglalap alakú és egy-egy félköríves ablakkal, amely felett toronyóra kapott helyet. Tagolt sisakján gyűrűs gomb és csillag található. A templombelső fehérre festett falú, sima mennyezetű, amely alatt barna párkány fut körbe, közepén aranyozott rozettaszerű mennyezetdísszel. A hajó két végén karzat áll, amelyek ívelt nyílásúak, tagolt díszes párkányokkal. A mellvád három mezős, középen felirat: „LÉGY HÍV MIND HALÁLIG”.
A templom toronyalja a támasztékok alapján valószínűleg középkori. A mai nagyméretű templom falai jelentős középkori részleteket rejthetnek.

## Turizmus
A faluban több híres étterem is működik. A falu szélén álló "Kovács Csárda" messze földön híres. A falu központjában üzemel a "Piros csizma" vendéglő és panzió ami a falu legrégebbi vendéglátó egysége. Ezen kívül 2015 szeptemberétől kemping is működik a faluban.

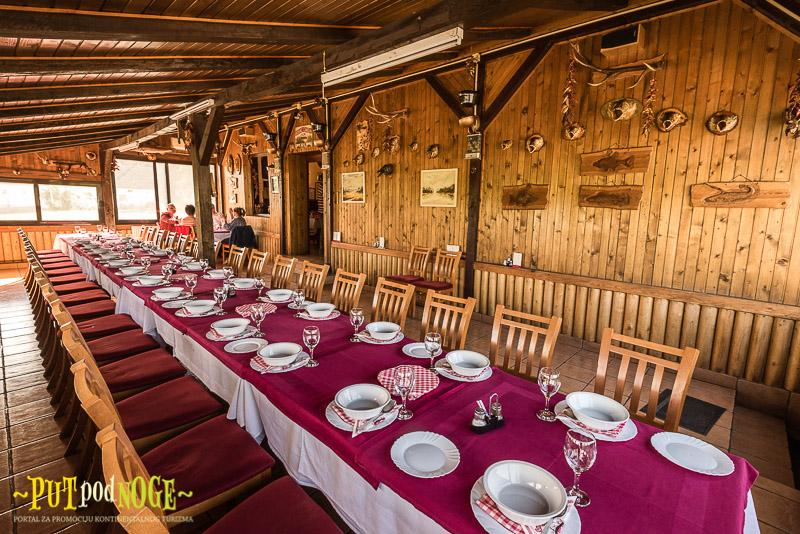
A Kovács Csárda belülről

## Lakosság
A falu lakosainak száma a 2001. évi népszámláláskor 696 fő. A legtöbben 1910-ben lakták, az akkori népszámlálási adatok szerint 1262-en.
2001-ben a falu lakosságának összetétele a következő volt: magyarok 93,1%, horvátok 2,2%, szerbek 1,3%, németek 2,1% és egyéb nemzetiségűek 1,2%.

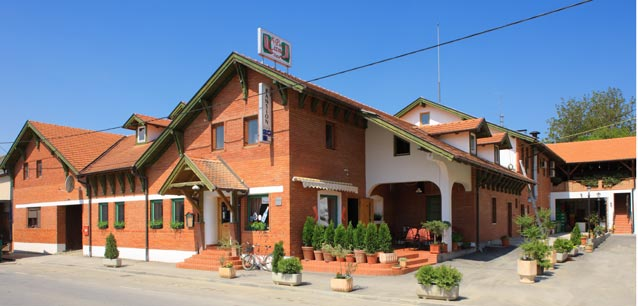
Piros csizma

## Kultúra
A településen több szervezet is működik, a melyek a következők: ÖTT (vagy DVD) (Önkéntes tűzoltó testület), Hajnalcsillag tánccsoport, az Ács Gedeon ifjúsági szervezet, Pódium irodalmi és művelődési csoport, Szivárvány rajz csoport, a Nőegylet és természetesen a csúzai Csárdás tánc csoport.
A helyi szervezetek a népi hagyományokat is eredményesen ápolják. Évenként megrendezésre kerül Csúzán az „Aratóbál” és a lovas felvonulással egybekötött „Szüreti és bor napok” ami évről évre egyre sikeresebbre sikeredik.
A faluban működik egy óvoda és egy 4 osztályos általános iskola, a nagyobb gyerekek a szomszéd faluba, Vörösmartra vagy Hercegszöllősre járnak iskolába.

## Hitélet
A községben református, katolikus és részben pravoszláv vallású emberek élnek együtt.
A református templom római alapokon nyugszik, és a történelem során rendszeresen átalakították, jelenlegi formáját a 19. században érte el. A település katolikus temploma 2007-ben épült, a falu szülöttének Simits József támogatásával.

## Testvértelepülés
- Isaszeg, Magyarország
- Egerág, Magyarország